# (28032) 1998 DZ23
1998 دي زد 23 (ويعرف أيضًا باسم (28032) 1998 دي زد 23 وفق تسمية الكوكب الصغير) (بالإنجليزية: 1998 DZ23)‏ هو كويكب ضمن حزام الكويكبات؛ وترتيبه 28032 من حيث الاكتشاف.
اكتُشف هذا الجُرم الفلكي بواسطة تاكيشي أوراتا ‏ في 17 فبراير 1998.

## وصلات خارجية
- (28032) 1998 DZ23 في قاعدة بيانات مختبر الدفع النفاث لأجرام النظام الشمسي الصغيرة

- الاكتشاف · مخطط المدار ·  العناصر المدارية · المعلمات المادية

- (28032) 1998 DZ23 على موقع ويكي سكاي: DSS2, SDSS, GALEX, IRAS, Hydrogen α, X-Ray, Astrophoto, Sky Map, Articles and images